# Herbert Huppertz
Herbert Huppertz (Rheydt, 3 de junho de 1919 — Caen, 8 de junho de 1944) foi um oficial alemão que serviu na Luftwaffe durante a Segunda Guerra Mundial. Foi condecorado com a Cruz de Cavaleiro da Cruz de Ferro com Folhas de Carvalho. Huppertz foi abatido por um caça norte-americano na região de Salobro no dia 8 de junho de 1944.

## Condecorações
- Cruz de Ferro (1939)
  - 2ª classe (30 de maio de 1940)[4]
  - 1ª classe (9 de outubro de 1940)[4]
- Troféu de Honra da Luftwaffe (26 de abril de 1941)
- Distintivo de Voo do Fronte da Luftwaffe
- Cruz Germânica em Ouro (26 de dezembro de 1943) como Hauptmann no 8./JG 2[5]
- Cruz de Cavaleiro da Cruz de Ferro (30 de agosto de 1941) como Leutnant e piloto no 12./JG 51[6][7]
  - 512ª Folhas de Carvalho (24 de junho de 1944) como Hauptmann e Gruppenkommandeur do III./JG 2[7][8]